# Penelope Ford
Olivia Hasler (nacida el 14 de septiembre de 1992) es una luchadora profesional estadounidense, más conocida bajo el nombre de Penelope Ford que actualmente trabaja para All Elite Wrestling. También es conocida por sus apariciones en Combat Zone Wrestling.

## Carrera

### Combat Zone Wrestling (2014-2018)
Ford debutó durante la edición del 17 de diciembre de CZW Dojo Wars, donde ella y George Gatton derrotaron a Conor Claxton y Frankie Pickard. Ella ganó su primer partido de singles en CZW el 31 de diciembre, derrotando a Dave McCall. En 2015, Ford aparecería en una variedad de luchas por equipos y algunos combates individuales en el medio. Se enfrentó a Brittany Blake en una lucha individual en la edición del 10 de junio de la CZW Dojo Wars donde Blake la derrotó. En CZW Cerebral 2015, Ford luchó un combate oscuro ganado por Blake. Su rivalidad continuó el 16 de diciembre en un combate por el título Best Two Of Three Falls para el CZW Medal Of Valor Championship. Ford no pudo capturar el título de Blake durante este partido, cerrando su segundo año en CZW. En el transcurso de 2016, Ford continuó su trabajo constante de luchas, obteniendo un pequeño número de victorias de individuales en el camino.
Terminó 2016 con una lucha el 7 de diciembre con una derrota sobre Jordynne Grace, una oponente que luchó por primera vez siete meses antes en 2016 en WSU Unshakable.

### All Elite Wrestling (2019-presente)
El 8 de enero de 2019, AEW anunció que Ford se uniría a la empresa junto con Joey Janela más adelante en 2019. El 31 de agosto, Ford debutó en el evento de All Out en el pre-show en el Women's Casino Battle Royale por una oportunidad por el Campeonato Mundial Femenino de AEW donde fue eliminada y ganada por Nyla Rose. El 8 de octubre en el primer episodio de AEW Dark, Ford hizo equipo con Bea Priestley donde fueron derrotadas ante Allie y Dr. Britt Baker D.M.D..
En el AEW Dynamite emitido el 13 de mayo se enfrentó a Kris Statlander, Hikaru Shida y a Britt Baker en una Fatal-4 Way Match por una oportunidad al Campeonato Mundial Femenino de AEW de Nyla Rose en AEW Double or Nothing, sin embargo perdió ante Shida.
El 3 de agosto, Ford participó en el torneo de Women's Tag Team Cup Tournament: The Deadly Draw haciendo equipo con Mel siendo eliminadas por The Nightmare Sisters (Allie & Brandi Rhodes).

## Vida personal
Hasler se casó con el luchador de AEW Kip Sabian en el año 2021. Anteriormente estuvo en una relación con Joey Janela.

## Campeonatos y logros
- All Elite Wrestling
  - Dynamite Awards (1 vez)
    - Biggest WTF Moment (2022) – TayJay (Anna Jay and Tay Conti) vs. The Bunny and Penelope Ford in a Street Fight on New's Year Smash (December 31)

- Pro Wrestling After Dark
  - SAW Women's Championship (1 time)[8]

- Queens of Combat
  - QOC Tag Team Championship (1 vez, actual) – con Maria Manic[9]

- Women Superstars Uncensored
  - WSU Tag Team Championship (1 vez) – con Maria Manic

- Pro Wrestling Illustrated
  - Situada en el Nº48 en el PWI Female 100 en 2020.